# Avviso (nave)

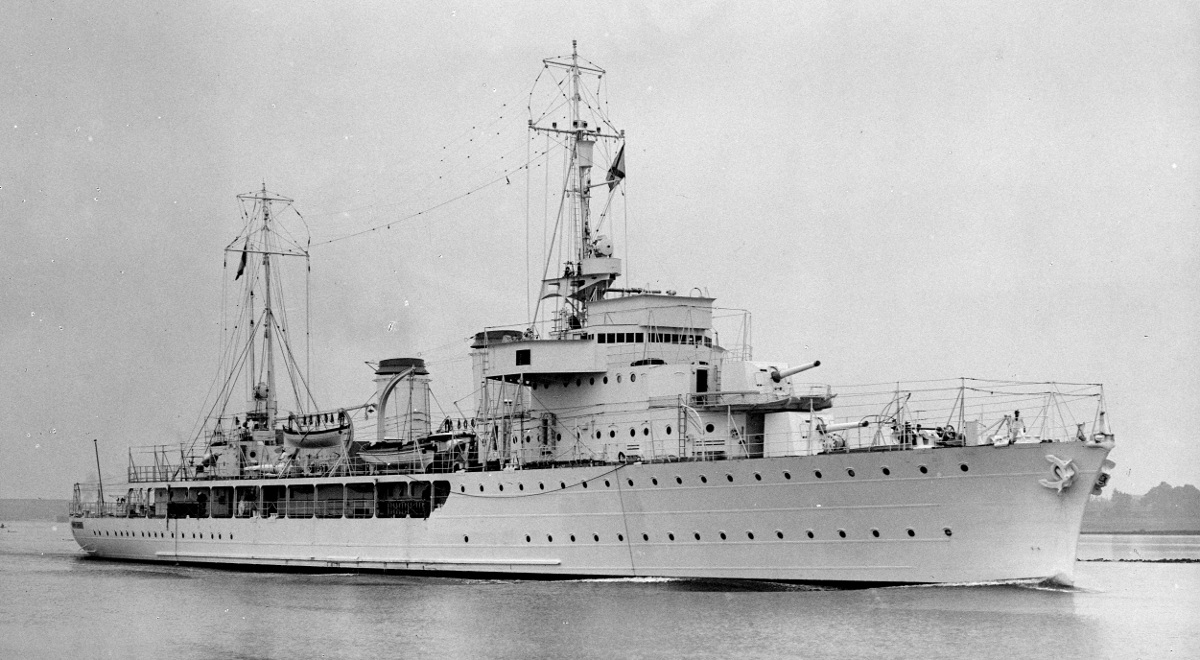
L'avviso Amiral Charner della

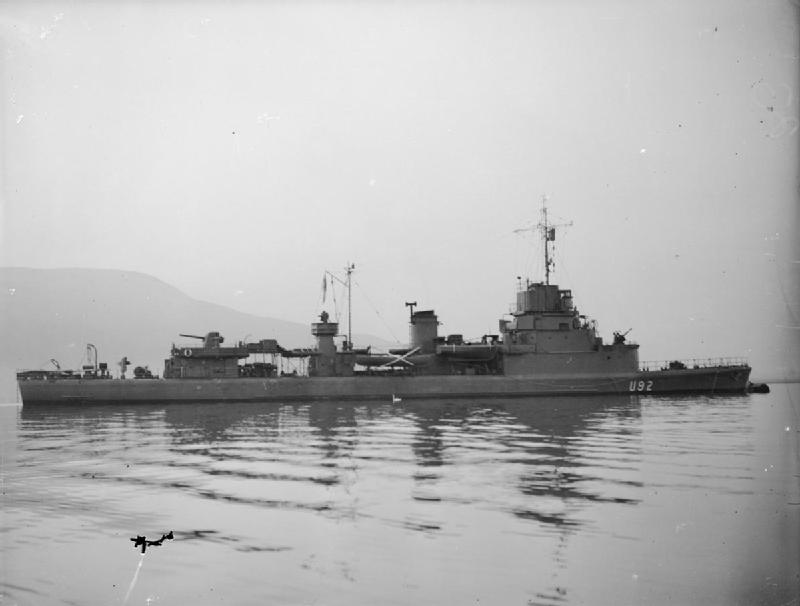
L'avviso La Capricieuse della

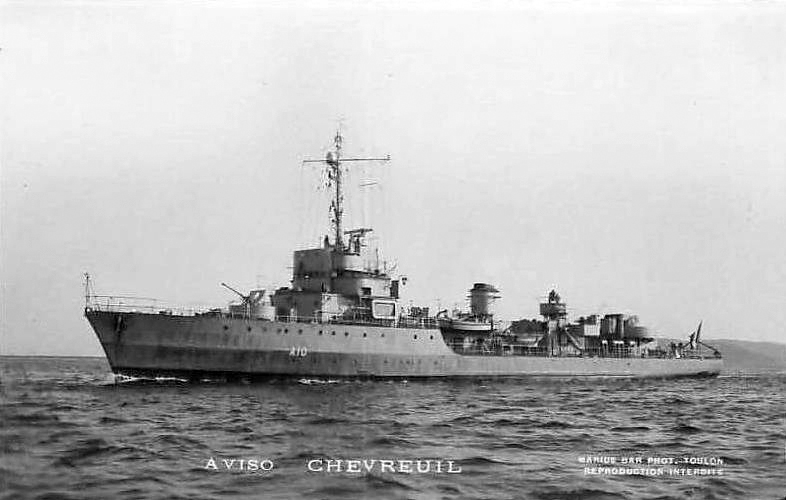
L'avviso Chevreuil della

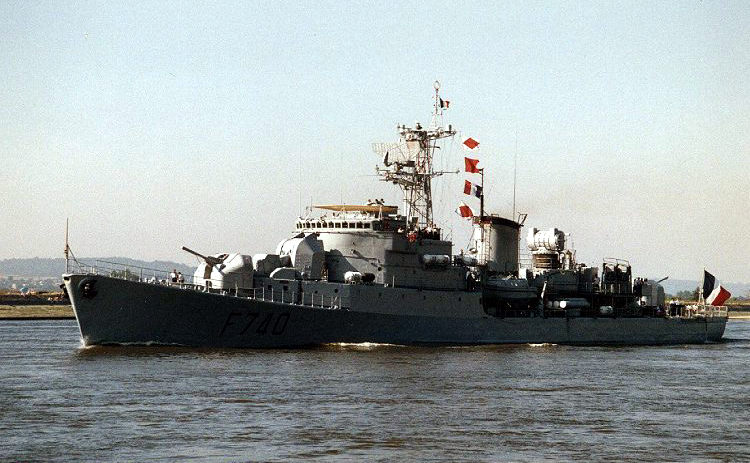
L'avviso Commandant Bourdais della

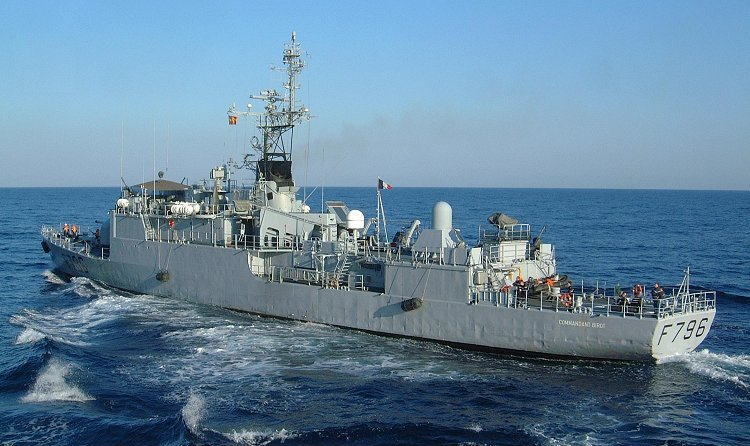
L'avviso Commandant Birot della

L'avviso o aviso era in origine una nave da guerra, di piccolo tonnellaggio (brigantino, cutter, scuna, sloop) e veloce, che serviva da collegamento per il comando o per fornire comunicazioni tra le varie navi e la terraferma e altri servizi militari o amministrativi. È l'abbreviazione dell'espressione spagnola barca de aviso (barca di avviso). In francese, esiste il termine bâtiment d'avis o navire d'avis (nave di avviso), ma non sono più utilizzati.
Il Dictionnaire de la Marine Française (di Charles Romme, 1792) descrive gli avisos come "piccole navi designate a portare ordini o avvisi".
Con la scomparsa delle navi a vela e prima della diffusione della radio, il termine è rimasto per indicare una nave rapida di medie dimensioni (quelle di una torpediniera, per esempio) utilizzata per queste medesime funzioni di comunicazione tra gruppi di navi o la terraferma. Poi è stata utilizzata nella Marine nationale per descrivere le navi che stazionavano oltremare: gli avisos coloniaux, poi gli avisos escorteurs.
Il termine avviso designa, oggi, una classe di piccole corvette a vocazione generalista anti-sommergibile e anti-nave. La classificazione NATO è quella di una fregata (FF o FFG e il numero di scafo preceduto da una F). Il termine è ormai caduto in disuso oggi.

## Alcuni avvisi della Marina Sarda, della Marina borbonica e della Marina Italiana
(ove conosciute, sono indicate le date di varo e radiazione)
- Agostino Barbarigo (1880-1913)
- Aquila (1840-1875, a ruote) ex Marina Borbonica
- Archimede (1888-1913, ad elica)
- Authion (1847-1882, a ruote)
- Baleno (1861-1907, a ruote) già Fairy Queen, ex Marina Dittatoriale Siciliana, poi rimorchiatore
- Delfino (Marina borbonica)
- Esploratore (1863-1895, a ruote), varato a Londra
- Galileo Galilei (1888-1913, ad elica)
- Garigliano (1854-1883, a ruote) già Principessa Clotilde, già Maria Teresa, ex Marina Borbonica
- Gulnara (1834-1875, a ruote), varato a Liverpool, poi nella Marina Sarda
- Ichnusa (1837-1875, a ruote), varato a Genova, poi nella Marina Sarda
- Lilibeo
- Marcantonio Colonna (1880-1913)
- Messaggero (1885-1907, a ruote)
- Messaggiere (1863-1895, a ruote), varato a Londra
- Miseno
- Mongibello (1841-?, a ruote), varato in Inghilterra, fino al 1848 nella Marina Borbonica, poi nella Marina Sarda. Il 17 agosto 1849 prese parte al blocco di Trieste e il 4 ottobre dello stesso anno trasportò la salma del re Carlo Alberto da Porto a Genova.[2]
- Peloro (1841-1875, a ruote) ex Marina Borbonica
- Principe Oddone (1851-1880, di II classe, a ruote) ex austriaco in servizio sul lago di Garda, già Hess
- Rapido (1873-1907)
- San Marco (1862-1903, di II classe, a ruote) ex austriaco in servizio sul lago di Garda, già Franz Josef
- Sesia (1830-1905, di II ordine, a ruote) ex mercantile napoletano
- Sirena (1859-1884, a ruote) - Marina Borbonica, dal 1861 Regno d'Italia
- Staffetta (1877-1914, ad elica) dal 1898 nave idrografica
- Vedetta (1869-1903, ad elica)

## Gli avvisi della Marine nationale francese
La Marine nationale francese ha messo in servizio diverse classi di avisos:
- 30 avisos (avvisi) della classe Arras alla fine della prima guerra mondiale,
- 9 avisos coloniaux (avvisi coloniali) della classe Bougainville dal 1932 al 1958, tra cui la D'Entrecasteaux;
- 13 avisos dragueurs (avvisi dragamine) della classe Élan dal 1938 al 1963;
- 6 avisos (avvisi) della classe Chamois dal 1938 al 1966;
- 9 avisos-escorteurs (avvisi di scorta) della classe Commandant Rivière dal 1962 al 1996;
- 17 avisos type A69 (avvisi tipo A69) della classe d'Estienne d'Orves dal 1976 al 2012, data alla quale i 9 ancora in servizio saranno declassificati da avvisi e riclassificati in pattugliatori d'altura.

## Gli avvisi dell'Armada de la República Argentina
L'Armada de la República Argentina ha attualmente in servizio alcuni avisos:
- 1 Aviso ARA Alferez Sobral (A-9) (ex Salish AT 187)
- 1 Aviso ARA Francisco de Gurruchaga (A-3) (ex Luiseno ATF 156)
- 1 Aviso ARA Suboficial Castillo (A-6) (ex Takelma ATF 113)
- 1 Aviso ARA Teniente Olivieri (A-2) (ex Marsea 10)
- 3 Corvette classe Drummond come le francesi type "A69" della classe d'Estienne d'Orves
  - ARA Drummond (P-31) (ex Good Hope sudafricana)
  - ARA Guerrico (P-32) (ex South African sudafricana)
  - ARA Granville (P-33)

## Gli avvisi della Türk Deniz Kuvvetleri
La marina militare turca dispone di sei navi type "A69" della classe d'Estienne d'Orves acquistate usate dalla Francia che costituiscono le corvette classe Burak:
- TCG Bozcaada (F-500) ex Commandant de Pimodan
- TCG Bodrum (F-501) ex Drogou
- TCG Bandirma (F-502) ex Quartier-Maître Anquetil
- TCG Beykoz (F-503) ex D'Estienne d'Orves
- TCG Bartin (F-504) ex Amyot d'Inville
- TCG Bafra (F-505) ex Second-Maître Le Bihan